# Biff Pocoroba
Biff Benedict Pocoroba (25 tháng 7 năm 1953 – 24 tháng 5 năm 2020) là một cầu thủ bóng chày Hoa Kỳ ở vị trí người bắt bóng, người đã thi đấu trong 10 mùa giải của Major League Baseball (MLB). Ông đã dành toàn bộ sự nghiệp của mình cho Atlanta Braves từ năm 1975 đến 1984.
Pocoroba đã thi đấu trong bốn năm ở Minor League Baseball cho đến năm 1975, khi Atlanta Braves thăng hạng lên các giải đấu lớn. Ở đó, ông đóng vai trò là người bắt bóng dự phòng của đội và được chọn là All-Star vào năm 1978. Sau khi chấn thương vai khiến ông phải nghỉ thi đấu, ông đấu trận cuối cùng vào ngày 20 tháng 4 năm 1984. Sau đó, ông bắt đầu kinh doanh xúc xích bên ngoài Atlanta.

## Cuộc sống ban đầu
Pocoroba sinh ra ở Burbank, California, vào ngày 25 tháng 7 năm 1953. Ông là con thứ hai trong bảy người con của Victor và Ida Pocoroba. Ông học tại trường trung học Canoga Park, nơi ông thay thế Bob Adams - một cầu thủ Major League trong tương lai - với tư cách là người bắt đầu đội bóng của trường vào năm 1969. Pocoroba tốt nghiệp trường Canoga Park năm 1971.

## Sự nghiệp

### Tại Minor League
Pocoroba bắt đầu sự nghiệp bóng chày chuyên nghiệp của mình với Wytheville Braves, một đội bóng chày Minor League là thành viên của Liên đoàn Appalachian. Ông chỉ ra sân một lần trong màu áo Richmond Braves vào năm 1972, trước khi dành phần còn lại của năm với Greenwood Braves. Ở đó, ông quất gậy.259 với bảy cú home run trong 42 trận đã thi đấu. Ông đã đấu 193 trận cho đội đó từ năm 1973 đến 1974. Ông đã tăng được tỷ lệ đánh bóng trung bình của mình từ.234 lên.311.

### Atlanta Braves (1975–1984)
Pocoroba thi đấu tại Major League Baseball lần đầu vào ngày 25 tháng 4 năm 1975, ở tuổi 21, bước vào như một sự thay thế phòng thủ trong trận thua 5 – 3 trước San Diego Padres tại sân vận động San Diego. Ông khiến người hâm mộ yêu quý mặc dù Atlanta Braves thi đấu tồi tệ. Điều này một phần là do "âm thanh của tên ông". Mùa giải tốt nhất của ông là vào năm 1977, khi thi đấu 113 trận hay nhất trong sự nghiệp với tám cú home run. Sau khi mùa giải kết thúc, ông đã yêu cầu rút khỏi đội bóng, nhưng cuối cùng đã ký một hợp đồng bảy năm để ở lại với Atlanta Braves.
Năm 1978, Pocoroba kết thúc với tỷ lệ đánh bóng trung bình.42, sáu cú home run sau 92 trận. Chấn thương ở vai Pocoroba đã khiến ông phải nghỉ thi đấu và bị giáng xuống vai trò của một cầu thủ dự bị. Ông đã thi đấu nhiều trận ở một vị trí khác để thay thế cho Bob Horner bị chấn thương. Pocoroba ra sân thi đấu lần cuối cùng vào ngày 20 tháng 4 năm 1984 ở tuổi 30. Ông là cầu thủ MLB cuối cùng của mùa giải 2020 được đặt tên là "Biff".

## Sau khi giải nghệ
Sau khi giã từ sự nghiệp, Pocoroba điều hành một doanh nghiệp xúc xích đặc biệt có tên Sausage World, cùng với anh em của mình, Joe và Steve. Nó nằm ở Lilburn, ngoại ô Atlanta, và đã ông làm việc ở đó trong gần ba thập kỷ. Ông nhớ lại cách ông nội làm xúc xích gia đình khi còn nhỏ, và một số xúc xích cho người sành ăn do công ty sản xuất đến từ "công thức nấu ăn gia đình cũ".

## Cuộc sống cá nhân
Pocoroba đã kết hôn với Jody Karin Raymond và họ chung sống trong 37 năm cho đến khi Pocoroba qua đời. Họ có bốn đứa con: Jenna, Keisa, Victor và Angela.
Pocoroba qua đời không rõ nguyên nhân vào ngày 24 tháng 5 năm 2020, ở tuổi 66.